# تپه گردکاولان
تپه گردکاولان مربوط به هزاره اول (پیش از میلاد) است و در شهرستان پیرانشهر، بخش مرکزی، دهستان لاهیجان، روستای گردکاولان واقع شده است. این اثر در تاریخ ۳۰ دی ۱۳۸۵ با شمارهٔ ثبت ۱۶۸۸۶ به عنوان یکی از آثار ملی ایران به ثبت رسیده است.